# Sokolovsko: časopis obyvatel a přátel Sokolovska
Sokolovsko: Časopis obyvatel a přátel Sokolovska je vlastivědný časopis, který se zaměřuje na historii a přírodu Sokolovska. Časopis vydává MAS Sokolovsko, na jejichž stránkách jsou čísla časopisu k dispozici online. Časopis navazuje na Zpravodaj Klubu přátel Okresního muzea v Sokolově.
Vychází od roku 2010, nejprve 3x ročně, od roku 2014 2x ročně. Prvním redaktorem časopisu byl Josef Brtek, druhým je od roku 2011 Vladimír Bružeňák. Časopis je distribuován Muzeem Sokolov a infocentry na území okresu Sokolov. Přispěvateli časopisu jsou i profesionální historikové a přírodovědci, včetně zaměstnanců Muzea Sokolov. Součástí každého čísla časopisu je vždy unikátní obrazová příloha, obsahující reprodukce dosud jinde nezveřejněných historických kreseb a fotografií.